# Maid in Manhattan
Maid in Manhattan (titulada "Sueño de amor" en Hispanoamérica y "Sucedió en Manhattan" en España) es una comedia romántica protagonizada por Jennifer López y Ralph Fiennes y la participación antagónica de Natasha Richardson. Dirigida por Wayne Wang. Estrenada el 13 de diciembre de 2002 en Estados Unidos.

## Argumento
Marisa Ventura (Jennifer López) es una mujer de origen latino que vive en el Bronx y pertenece a la clase trabajadora del país, con muchos problemas para vivir. Es una madre soltera decidida, dedicada e inteligente, que sueña con lograr una vida mejor para ella y su hijo Ty (Tyler Posey); 
Christopher Marshall (Ralph Fiennes ), un candidato al Senado por el Estado de Nueva York, llega a la ciudad por la campaña política y se aloja en el hotel donde Marisa trabaja como camarera. Un día, mientras Marisa realiza sus tareas en la suite de una mujer adinerada, decide probarse un traje muy costoso de la misma. En ese momento ingresa Christopher a la suite, quien queda impactado con ella y al creer que se trata de una mujer rica, la invita a acompañarlo a dar un paseo por Central Park junto al hijo de ella, al cual Christopher acababa de conocer y con quien compartía gran simpatía.
Tras ocultar su identidad como camarera, Marisa trata de alejarse de él para evitar ser descubierta, pero Christopher insiste en buscarla y a quien encuentra es a la dama de alta sociedad, la verdadera dueña de las prendas. Ésta cree que el candidato a Senador la llama porque está enamorado de ella, creando gran confusión en Christopher. Desesperado, pide a su asesor que consiga a la mujer que con la que salió para que lo acompañe a una fiesta para recaudar fondos para los pobres en la ciudad. Marisa decide asistir para terminar del todo con la relación incipiente, pero termina impactando a Christopher aún más. Tras pasar una maravillosa velada juntos en la fiesta, los dos se enamoran perdidamente y pasan la noche juntos.
La mujer millonaria, quien también se encontraba en la fiesta, descubre toda la verdad esa misma noche y decide delatar a Marisa con la administración del hotel. Marisa es despedida inmediatamente, pero al irse del hotel, Christopher le pide explicaciones en la vía pública, mientras la prensa los persigue. Ante las claras diferencias de clases sociales y la posibilidad de que la situación afecte la carrera política de Christopher, ambos deciden alejarse, aunque tiempo después se volverán a ver ¿Podrán superar las diferencias sociales? 

## Reparto
- Jennifer Lopez: Marisa Ventura
- Ralph Fiennes: Christopher "Chris" Marshall
- Natasha Richardson: Caroline Lane
- Stanley Tucci: Jerry Siegal
- Tyler Posey: Ty Ventura
- Frances Conroy: Paula Burns
- Chris Eigeman: John Bextrum
- Amy Sedaris: Rachel Hoffberg
- Marissa Matrone: Stephanie Kehoe
- Priscilla Lopez: Veronica Ventura
- Bob Hoskins: Lionel Bloch
- Lisa Roberts Gillan: Cora
- Maddie Corman: Leezette
- Sharon Wilkins: Clarice
- Jeffrey Dinowitz: Grey
- D Quion: Lily Kim
- Marilyn Torres: Barb

## Recepción crítica y comercial
La película recibió críticas mixtas, obtuvo un 40% de comentarios positivos según la página de Internet Rotten Tomatoes, llegando a la siguiente conclusión: "Generalmente demasiado blanda, "Sucedió en Manhattan" además sufre de la falta de química entre López y Fiennes".
Según la página de Internet Metacritic obtuvo críticas mixtas, con un 45%, basado en 32 comentarios de los cuales 7 son positivos.
Incluso Jennifer Lopez fue doblemente nominada al Premio Razzie a la peor actriz ese mismo año por su protagónico esta película y en Enough tan solo estrenada unos meses antes. 
A pesar de todo la película fue un éxito en taquillas. Su presupuesto fue de 55 millones de dólares y entró en el número 1 de la taquilla estadounidense con más de 18 millones, para finalmente recaudar sólo en Estados Unidos 94 millones de dólares. Sumando las recaudaciones internacionales la cifra asciende hasta los 154 millones.